# Novabrasil Fortaleza
Novabrasil Fortaleza é uma estação de rádio brasileira sediada em Fortaleza, capital do estado do Ceará. Opera no dial FM, na frequência 106,5 MHz, e é afiliada à Novabrasil. Faz parte do Grupo de Comunicação O Povo e foi inaugurada em 10 de agosto de 2015 como Mucuripe FM, em substituição à Calypso FM.

## História

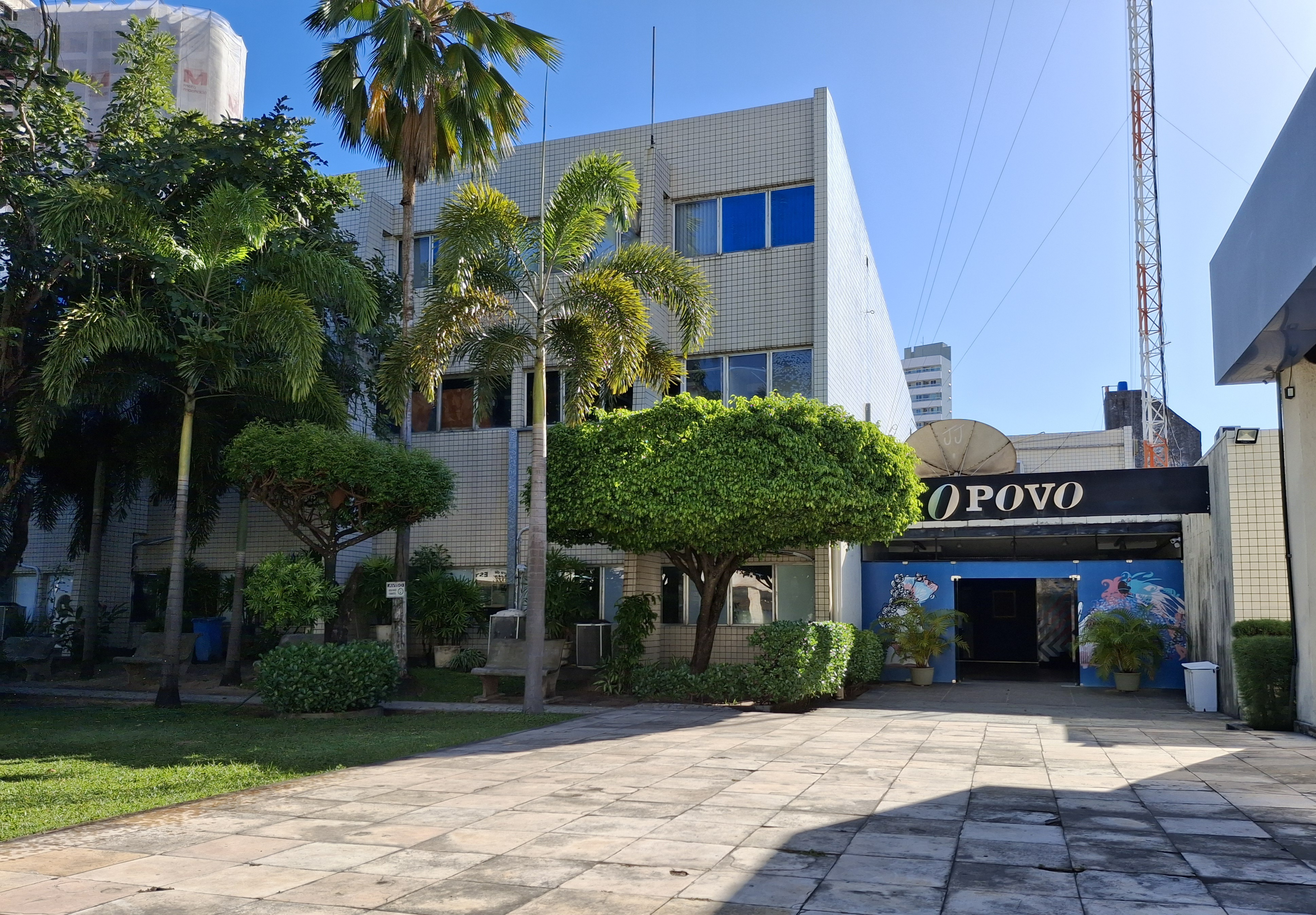
Fachada da sede do Grupo de Comunicação O Povo, onde a Novabrasil Fortaleza está sediada

Em julho de 2015 a Calypso FM anunciou uma mudança em sua frequência, motivada por questões técnicas. Determinada pela Agência Nacional de Telecomunicações (Anatel), a rádio divulgou em chamadas e campanhas durante sua programação que sairia dos 106,7 MHz para os 106,5 MHz. Em comunicado lançado no fim do mês, a direção da rádio informou que a movimentação iria ser realizada no dia 10 de agosto e que passaria a se chamar Mucuripe FM. Na mesma nota, a direção considerou a mudança como uma "evolução da Calypso", apesar de manter o estilo musical e os locutores. Para a escolha do novo nome, foi feita uma pesquisa de público, onde constatou-se que "Mucuripe", originado da enseada homônima, se destacava em relação ao nome utilizado pela rede.
À meia-noite do dia 10 de agosto a Calypso saiu do ar, e um minuto depois a Mucuripe FM inaugura a nova frequência. Com o deslocamento a rádio teve seu porte técnico alterado, saindo da classe B1 para iniciar os trabalhos como A3, ampliando sua potência na Grande Fortaleza. A estreia oficial ocorreu às 10h do mesmo dia.
Em agosto de 2018 foi confirmada a estreia da Novabrasil FM em Fortaleza, em substituição à Mucuripe FM, com estreia prevista para 13 de setembro. No fim do mês a estação deixou de usar o nome Mucuripe FM e entrou em expectativa para o lançamento da sucessora com programação musical. A estreia oficial ocorreu na data marcada, às 0h, com o início da transmissão em conjunto com a rede.